# Couva
Couva ist eine Stadt in Trinidad und Tobago. Sie liegt im Westen von Zentraltrinidad in der Region Couva-Tabaquite-Talparo, deren Hauptstadt sie ist.

## Lage
Couva liegt am westlichen Rand der die halbe Insel Trinidad von Westen nach Osten durchziehenden Tiefebene Caroni Plain am Golf von Paria. Um Couva herum erstrecken sich nach Süden Industriegebiete und nach Osten Agrarland; die nächste größere Stadt im Norden ist Chaguanas in 12 Kilometern Entfernung, 10 Kilometer südlich liegt Claxton Bay. Der Couva River bildet die südliche Stadtgrenze.

## Geschichte
Die Stadt hat ihren Namen vom Couva River, der unter spanischer Kolonialherrschaft als Rio de Cuba bekannt war und diesen Namen noch 1797 bei der Machtübernahme durch die Briten innehatte; später wandelte sich der Name des Flusses zu Rio de Couva und schließlich zu Couva River. Kurze Zeit nach der Eroberung Trinidads durch die Briten entstand nördlich des Couva Rivers eine Zuckerrohrplantage namens Exchange Estate, deren Land etwa die westliche Hälfte des heutigen Stadtgebiets einnahm und deren Name sich noch heute in der Ortslage Exchange Village und der dortigen Grundschule Exchange R.C. School wiederfindet. Wie auf vielen Plantagen Trinidads gründeten die auf ihnen arbeitenden Sklaven sowie nach Abschaffung der Sklaverei 1833 die angeworbenen Kontraktarbeiter kleine Siedlungen, die sich im Laufe der Zeit zu Dörfern und Städten entwickelten. Eine dieser Siedlungen, in der um 1826 eine Kirche erbaut worden war, wurde 1844 von der anglikanischen Kirche Trinidads zum Kirchspiel St. Andrew erhoben; St. Andrew’s Village bildet heute den südlichsten Stadtteil Couvas. In der Folgezeit wuchsen die einzelnen Siedlungen zum Ort Couva zusammen, der 1880 bereits so bedeutend war, dass er der Endpunkt einer neu konstruierten Nord-Süd-Trasse der seit 1876 existierenden staatlichen Eisenbahngesellschaft wurde; erst 1882 wurde die Linie nach San Fernando weitergeführt. Hintergrund des wirtschaftlich geprägten Bedeutungsaufschwungs war einerseits die Lage im Zuckerrohrgürtel des Landes (Zuckerrohrplantagen und davon abhängige Infrastruktur wie Mühlen und Raffinerien durchzogen die gesamten Caroni Plains von Westen nach Osten) sowie die Nähe zu seit den 1920er-Jahren entdeckten und systematisch ausgebeuteten Ölquellen. Bis 1990 war Trinidad in Countys unterteilt; Hauptstadt des Couva-Tabaquite-Talparo, Chaguanas und Teile von Tunapuna-Piarco umfassenden Caroni County war Couva. 1916 wurde dort eines der ersten trinidadischen Kinos erbaut. 1883 wurde die St.-Andrews-Kirche aufwendig renoviert und mit Glasgemälde-Fenstern von Wailes and Strang versehen. In den 1930er-Jahren wurde Couva das Zentrum der Gewerkschaftsaktivitäten der Zuckerindustrie rund um den Gewerkschaftsführer und späteren Politiker Adrian Cola Rienzi. Nach der Unabhängigkeit Trinidads von Großbritannien 1962 wurde das Eisenbahnnetz des Landes eingestampft; in Couva ist als einziges Überbleibsel die Brücke Sivilla Bridge verblieben. Der Ölboom in den 1980er-Jahren ließ die Stadt sprunghaft anwachsen. Zwischen 1997 und 2013 entstand im Stadtteil Couva Central das größte trinidadische Wohnungsbauprojekt namens Roystonia mit über 1000 staatlich geförderten Wohnungen. Bei der Volkszählung 2000 hatte Couva mit über 20.000 Einwohnern den höchsten Bevölkerungsstand. 2003 wurde die Stadt durch die skandalträchtige Liquidierung des staatlichen Zuckerkonzerns Caroni (1975) Limited schwer getroffen; landesweit wurden Zigtausende Menschen arbeitslos, und das Zentrum der Firmenaktivitäten lag in Couva.
| Bevölkerungsentwicklung 1921–2011                                                      |
| -------------------------------------------------------------------------------------- |
| 25.00020.00015.00010.0005.00002.66719211.89519314.00019703.572198021.672200016.4662011 |

## Gliederung
Die kleinste Verwaltungseinheit Trinidads ist die community, vergleichbar einer deutschen Ortslage. Couva gliedert sich in die Communitys Balmain, Couva Central, Mc Bean und St. Andrew’s Village.
| Community            | Einwohner |
| -------------------- | --------- |
| Balmain              | 2367      |
| Couva Central        | 3861      |
| Mc Bean              | 4988      |
| St. Andrew’s Village | 5250      |
| Summe                | 16.466    |

Auf politischer Ebene ist Couva in die Wahlbezirke Couva North und Couva South unterteilt, wobei sich die Wahlbezirke mit Gebieten anderer Städte überlappen; Couva North umfasst beispielsweise auch den Süden von Chaguanas. Bei den Wahlen von 2015 gewann Ramona Ramdial den Wahlkreis Couva North und Rudy Indarsingh den Wahlkreis Couva South. Beide waren für den United National Congress (UNC) angetreten; Couva-Tabaquite-Talparo gilt als Hochburg des UNC.

## Wirtschaft und Verkehr
Couva ist bedingt durch vor Ort angesiedelte Schwerindustrie, Dienstleistungsunternehmen und Agrarbetriebe das wirtschaftliche Zentrum der Region Couva-Tabaquite-Talparo. Der historisch bedeutende Zuckerrohranbau führt nur noch ein Nischendasein, und an die Stelle ausgebeuteter terrestrischer Ölquellen traten Erdgas sowie die chemische Gewinnung von Methanol. Im benachbarten Point Lisas werden in sieben Methanolwerken, darunter dem zum Bauzeitpunkt 2005 größten der Welt, 13 % des global hergestellten Methanols produziert. Die in Point Lisas beheimateten Firmen MHTL und Methanex gehören zu den drei größten Methanolproduzenten der Welt. Ein Direktreduktions-Stahlwerk von Nucor, eine Stickstofffabrik, die im 12 km entfernten Pointe-à-Pierre befindliche Ölraffinerie und die Zementfabrik in Claxton Bay sind weitere wichtige Arbeitgeber. Mit der 1922 gegründeten K.C. Confectionery Limited hat einer der größten Süßwarenhersteller der Karibik seinen Sitz in Couva. Östlich der Stadt befindet sich die Plantage Gran Couva, auf der Kakao unter anderem für die Schokolade von Valrhona angebaut wird.
Couva ist über den im Osten der Stadt in Nord-Süd-Richtung verlaufenden Sir Solomon Hochoy Highway an die wirtschaftlichen Zentren Chaguanas und San Fernando sowie an die Metropolregion Port of Spain angebunden. Wegen der notorischen Verstopfung des in den 1970er-Jahren erbauten Highways ist die vormalig wichtigste Nord-Süd-Trasse des Landes, die mitten durch Couva verlaufende Southern Main Road, weiterhin eine wichtige Verkehrsverbindung. Der Hafen des vorgelagerten und fließend in Couva übergehenden Point Lisas wird ausschließlich für industrielle Zwecke genutzt und wickelt knapp 50 % des Containerverkehrs Trinidads ab.

## Einrichtungen

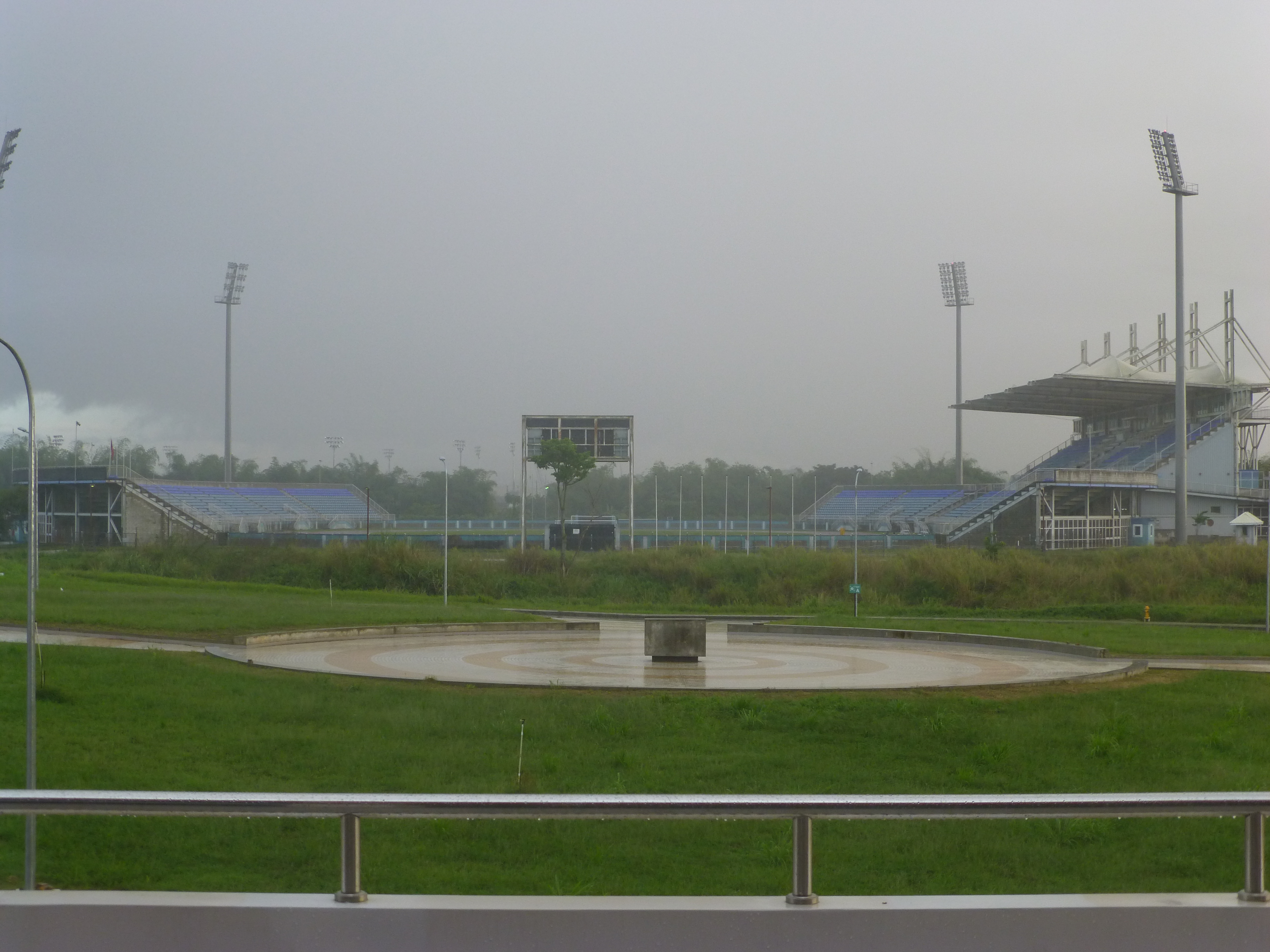
Ato Boldon Stadium

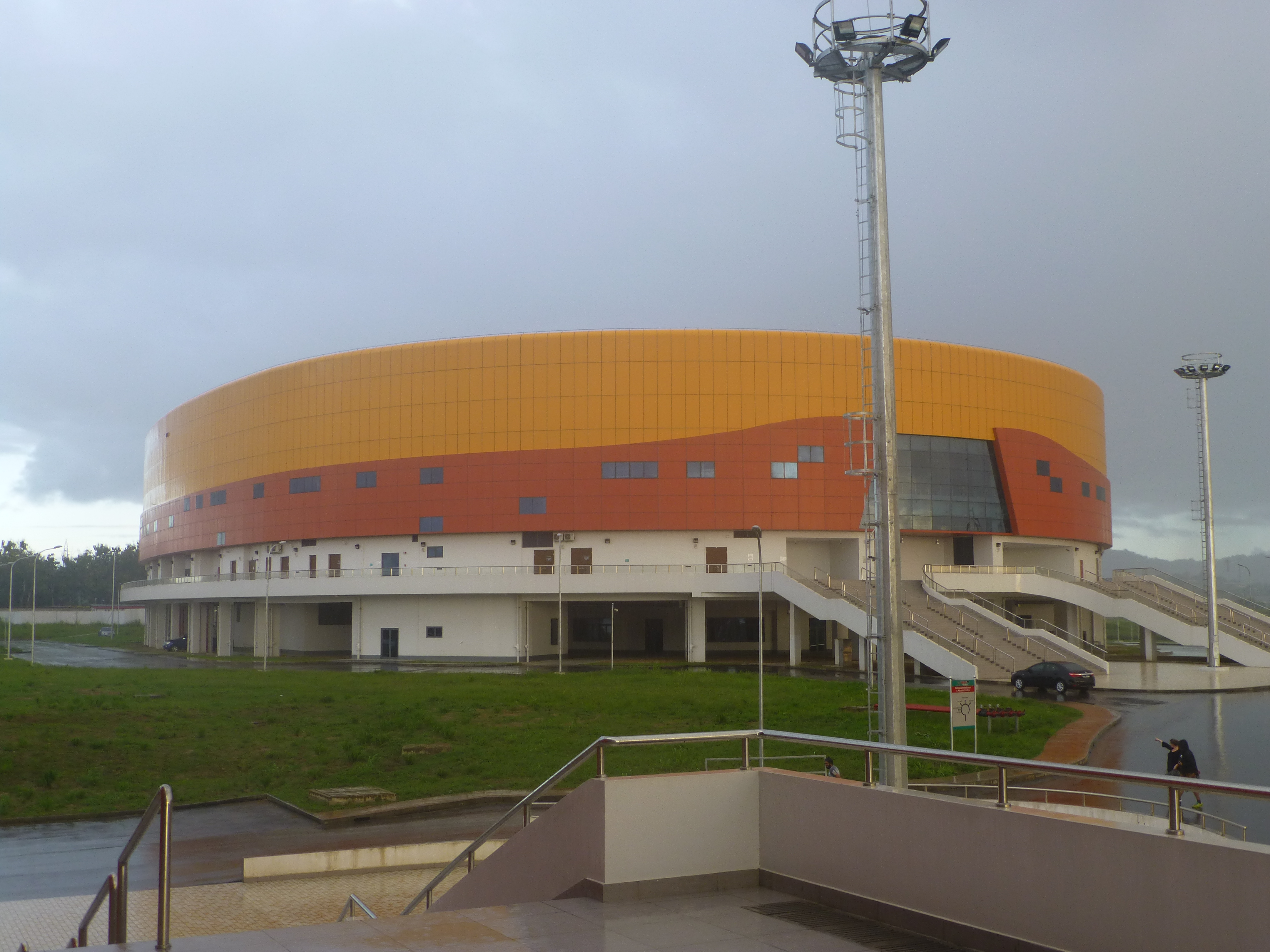
National Cycling Centre

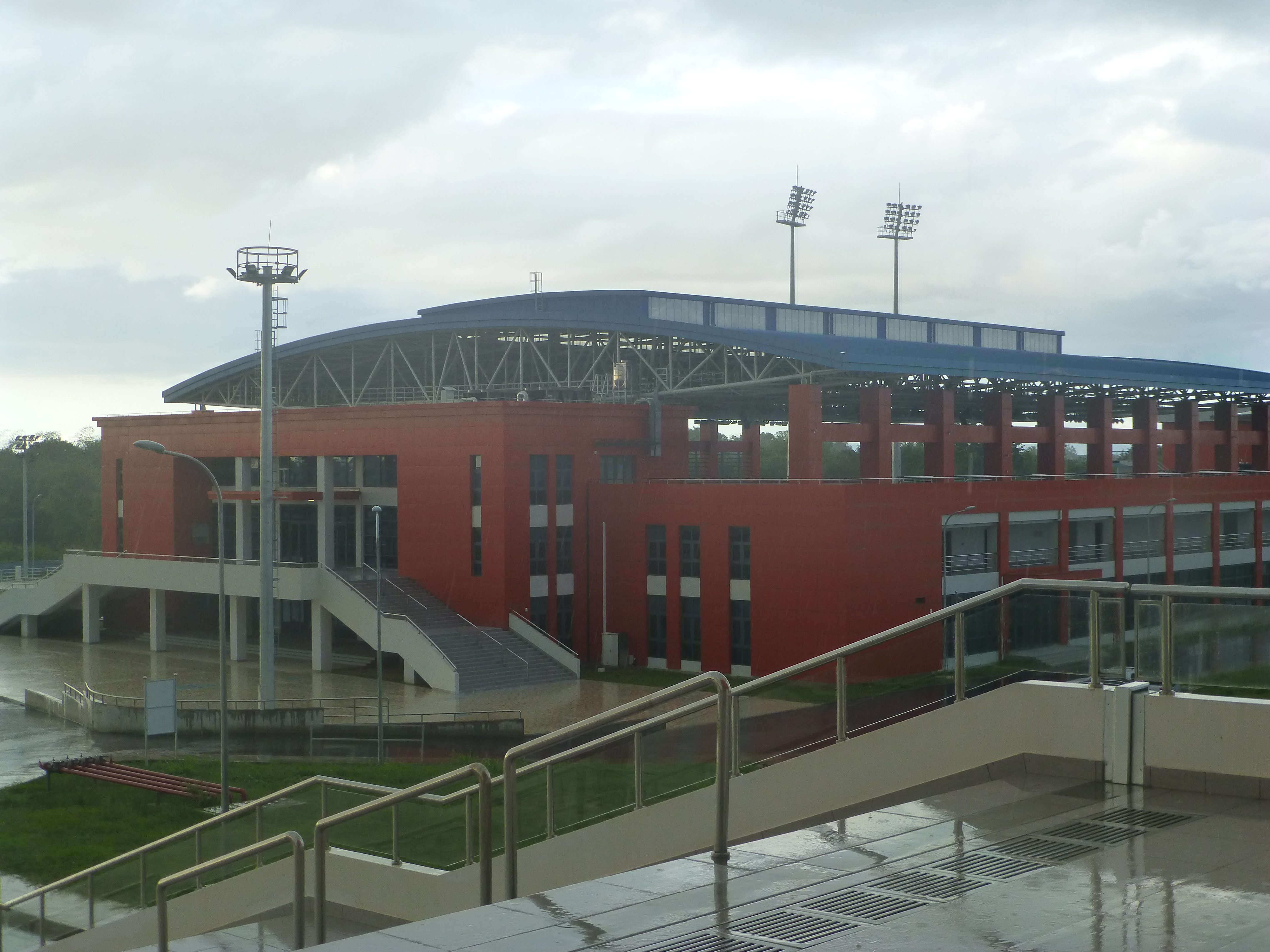
National Aquatic Centre

In der Hauptstadt der Region Couva-Tabaquite-Talparo sind zahlreiche administrative Gebäude angesiedelt, darunter ein Amtsgericht und die Handelskammer der Region. Ein Zankapfel verschiedener Behörden ist das Couva Children’s Hospital, dessen Bau nach den Wahlen von 2015 beauftragt und durchgeführt wurde, für dessen Betrieb sich aber bis 2017 keine Behörde zuständig fühlte.
Der im Zweiten Weltkrieg von US-Truppen angelegte Camden Airstrip ist ein kleiner Flughafen mit einer 1200 m langen Landebahn, der für Agrarflüge und Charterflüge der Energiewirtschaft genutzt wird; die Landebahn wird auch für Dragsterrennen genutzt. Ein Ausbau zu einem Verkehrsflughafen wird seit Jahren ergebnislos diskutiert. Die Fakultät für Luftfahrttechnik der University of Trinidad and Tobago (UTT) befindet sich am Camden Airstrip.
Im Osten des Stadtgebiets wurde im Stadtteil Balmain in unmittelbarer Nähe zum Sir Solomon Hochoy Highway zwischen 2001 und 2016 ein Sportkomplex angelegt, der mehrere für internationale Veranstaltungen ausgelegte Einrichtungen beherbergt:
- Ato Boldon Stadium (Fußball)
- National Cycling Centre (Radsport)
- National Aquatic Centre (Schwimmsport)

Der nach Adrian Cola Rienzi benannte Veranstaltungs- und Bürokomplex Rienzi Complex, der sich im Eigentum der Gewerkschaft All Trinidad General Workers’ Trade Union (ATGWTU) befindet, beherbergt neben der Zentrale der ATGWTU ein Büro des ehemaligen trinidadischen Premierministers Basdeo Panday, die Stiftung Basdeo Panday Foundation und die Zentrale der Partei National Solidarity Assembly (NSA). Bis 2016 befand sich hier auch die Zentrale des UNC. Das Halbfinale des jährlichen Musikwettbewerbs Trinidad Chutney-Soca Monarch wird im Rienzi Complex abgehalten. Die Steelband Couva Joylanders Steel Orchestra hat ihren Sitz in Couva.

## Persönlichkeiten
- Sarran Teelucksingh (1890–1952), Kino-Pionier und Politiker
- Silvio Spann (* 1981), Fußballspieler
- Jan-Michael Williams (* 1984), Fußballspieler
- Nicholas Pooran (* 1995), Cricketspieler